# Губернатор Ленинградской области
Губерна́тор Ленингра́дской о́бласти — высшее должностное лицо Ленинградской области, Председатель правительства Ленинградской области.
Статус и полномочия губернатора определяются главой 4 устава области. При осуществлении своих полномочий руководствуется Конституцией Российской Федерации, федеральными законами, правовыми актами президента Российской Федерации и правительства Российской Федерации, уставом Ленинградской области и областными законами.
Действующим губернатором Ленинградской области является Александр Юрьевич Дрозденко.

## Наделение полномочиями
Гражданин Российской Федерации наделяется полномочиями губернатора Ленинградской области по представлению президента Российской Федерации Законодательным собранием Ленинградской области. Законодательное собрание рассматривает представленную президентом кандидатуру губернатора в течение 14 дней со дня её представления в Законодательное собрание. Решение Законодательного собрания считается принятым, если за него проголосовало более половины от установленного числа депутатов Законодательного собрания Ленинградской области.
Губернатором Ленинградской области может быть гражданин Российской Федерации, достигший 30 лет.
Гражданин Российской Федерации наделяется полномочиями губернатора Ленинградской области сроком на пять лет.

## Основные полномочия
- Представляет область в отношениях с федеральными органами государственной власти, органами государственной власти субъектов Российской Федерации, органами местного самоуправления, а также при осуществлении внешнеэкономических связей.
- Подписывает договоры и соглашения от имени области.
- Обнародует областные законы, удостоверяя их обнародование путём подписания областных законов, либо отклоняет областные законы, принятые Законодательным собранием Ленинградской области.
- Представляет в Законодательное собрание проект договора о разграничении предметов ведения и полномочий между органами государственной власти Российской Федерации и органами государственной власти Ленинградской области.
- Подписывает договор о разграничении предметов ведения и полномочий между органами государственной власти Российской Федерации и органами государственной власти Ленинградской области и направляет его Президенту Российской Федерации в порядке, предусмотренном федеральным законом.
- Назначает представителя от правительства области в Совете Федерации Федерального Собрания Российской Федерации в порядке, установленном федеральным законом.
- Самостоятельно формирует правительство области и возглавляет его.
- Принимает решение об отставке Правительства области и об отставке членов правительства области.
- Приостанавливает действие правовых актов Правительства области и отменяет их в случаях, если они приняты с нарушением Регламента Правительства области или изданы с превышением полномочий Правительства области.
- Назначает на должность и освобождает от должности руководителей органов исполнительной власти области, решает вопросы применения к ним мер дисциплинарной ответственности в установленном действующим законодательством порядке.
- Утверждает должности государственной гражданской службы органов исполнительной власти области в соответствии с областным законом о Реестре государственных должностей Ленинградской области.
- Осуществляет общее руководство деятельностью отраслевых и территориальных органов исполнительной власти области, а также непосредственное руководство деятельностью органов исполнительной власти области, созданных для обеспечения деятельности Правительства области как высшего исполнительного органа государственной власти области.
- Осуществляет непосредственное руководство органом исполнительной власти области, созданным для обеспечения деятельности губернатора области.
- Использует согласительные процедуры для разрешения разногласий между органами государственной власти области.
- Обеспечивает координацию деятельности органов исполнительной власти области с иными органами государственной власти области и в соответствии с законодательством Российской Федерации может организовывать взаимодействие органов исполнительной власти области с федеральными органами исполнительной власти и их территориальными органами, органами местного самоуправления и общественными объединениями.
- Представляет на утверждение Законодательного собрания области проект областного бюджета и отчет о его исполнении.
- Вправе требовать созыва внеочередного заседания Законодательного собрания области.
- Вправе созывать вновь избранное Законодательное собрание области на первое заседание ранее срока, установленного Уставом области.
- Участвует в работе Законодательного собрания области с правом совещательного голоса.
- Обладает правом законодательной инициативы в Законодательное собрание области.
- Вправе обратиться в Законодательное собрание области с предложением о внесении изменений и/или дополнений в постановления Законодательного собрания области либо об их отмене, а также вправе обжаловать постановления Законодательного собрания области в судебном порядке.
- Принимает решение о досрочном прекращении полномочий Законодательного собрания области по основаниям и в порядке, предусмотренном федеральным законом.
- Осуществляет иные полномочия в соответствии с федеральными законами, уставом области и областными законами.

## Правовые акты губернатора
Губернатор Ленинградской области в пределах своих полномочий, определенных федеральным законодательством, Уставом Ленинградской области и областными законами, издает постановления и распоряжения.
Постановления губернатора Ленинградской области являются нормативными правовыми актами. Распоряжения губернатора Ленинградской области являются правовыми актами, имеющими ненормативный характер.
Постановления и распоряжения губернатора Ленинградской области вступают в силу с даты их подписания, если в постановлении или распоряжении не указано иное. Постановления губернатора Ленинградской области по вопросам защиты прав и свобод человека и гражданина подлежат официальному опубликованию в порядке, установленном федеральным и областным законами, и вступают в силу по истечении 10 дней с момента официального опубликования, если более поздний срок не установлен в самом постановлении.

## Символика
Символом должности и статуса губернатора Ленинградской области является должностной нагрудный знак.
Главным элементом знака является медальон сложной формы в виде герба области в оригинальной стилизации, воспроизведенного в фигурном геральдическом щите. На реверсе медальона нанесена рельефная надпись «ГУБЕРНАТОР ЛЕНИНГРАДСКОЙ ОБЛАСТИ» (в три строки). В верхней части медальона располагается декоративный элемент в виде миниатюрных стилизованных еловых лап с кольцом для крепления к цепи.
Цепь состоит из 12 больших звеньев, имеющих очертания фигурного геральдического щита, 12 меньших звеньев, а также двух цепочек, замыкающих цепь вдоль верхних и нижних краев, и соединительных звеньев, непосредственно скрепляющих большие и меньшие звенья и аналогичных звеньям, из которых состоят цепочки.
Из 12 больших звеньев 6 имеют вид рельефного золотого орнаментированного свитка-картуша, несущие символические композиции:
- «Подсвечник с двумя свечами в сиянии»,
- «Древний корабль на волнах»,
- «Лютый зверь»,
- «Царь-скульптор, высекающий царицу из скалы»,
- «Меч и щит на фоне пламени»,
- «Солнце, восходящее из-за леса».

Овальный медальон в центре с символической композицией замкнут в дубовый венок.
Другие шесть больших звеньев имеют вид цветного (с эмалью) гербового щита с территориальной символикой, воспроизводящие следующие гербы:
- герб Санкт-Петербургской губернии согласно указу 1878 года;
- княжества Ижорского согласно версии 1730 года (в лазоревом поле две серебряные сверху стеннозубчатые перевязи);
- княжества Ижорского согласно версии петровского времени (в лазоревом поле на зелёной земле крепостная стена со сквозными аркой и бойницами, из-за которой выходят три башни, средняя из которых выше; над каждой из башен — по флажку с двумя косицами: червлёный между двух серебряных);
- «Невский» согласно версии 1730 года (в червлёном поле на зелёной земле — лазоревая колонна, поверх которой накрест положены золотой ключ ушком вниз и серебряный меч с золотым эфесом, связанные пурпурной лентой);
- юга исторической Карелии (в червленом поле две противостоящие руки в серебряных латах, заносящие серебряные с золотыми эфесами мечи и сопровождаемые во главе тремя золотыми коронами);
- «Ладожский» согласно версии 1730 года (в лазоревом поле на волнистой серебряной оконечности две выходящие червленые отделанные золотом створки открытых шлюзовых ворот).

Меньшие звенья имеют вид фигур герба Ленинградской области 12 больших звеньев перемежаются с 12 меньшими, при этом 6 звеньев в виде свитка-картуша и 6 звеньев в виде гербового щита располагаются попеременно.
При назначении очередного губернатора Ленинградской области на реверсе одного из больших звеньев наносятся его инициалы, фамилия и год избрания; в случае повторного избрания уже имеющаяся надпись дополняется новой датой. При определении символики аверса большие звенья перечислены в порядке удаления от главного элемента с предпочтением правой стороны (с точки зрения лица, носящего знак) по отношению к левой. При нанесении надписей на реверсе соблюдается обратный порядок.

## История

### 1927—1994 годы
С момента образования Ленинградской области 1 августа 1927 года высшим должностным лицом был председатель областного исполнительного комитета Совета депутатов трудящихся. Эту должность занимали:
- 1 августа 1927 года — 10 января 1930 года — Николай Павлович Комаров (Федор Евгеньевич Собинов)
- 10 января 1930 года — декабрь 1931 года — Иван Федорович Кодацкий
- Декабрь 1931 года — июль 1932 года — Фёдор Филатович Царьков
- Июль 1932 года — 17 февраля 1936 года — Петр Иванович Струппе

С 17 февраля 1936 года должность стала называться председатель областного исполнительного комитета Совета рабочих, крестьянских, красноармейских депутатов; им был Алексей Петрович Гричманов.
Со 2 сентября 1937 года была восстановлена должность председателя областного исполнительного комитета Совета депутатов трудящихся; её занимали:
- 2 сентября 1937 года — 12 октября 1937 года — Пётр Андреевич Тюркин
- 12 октября 1937 года — 14 октября 1938 года — Антон Никитич Никитин
- 14 октября 1938 года — 23 июля 1946 года — Николай Васильевич Соловьев
- 23 июля 1946 года — декабрь 1948 года — Илья Степанович Харитонов

В декабре 1948 года должность стала называться председатель исполнительного комитета областного Совета депутатов трудящихся;, её занимали:
- Декабрь 1948 года — 2 июня 1950 года — Иван Дмитриевич Дмитриев
- 3 июня 1950 года — сентябрь 1952 года — Иван Петрович Петров
- 1952 год — 1954 год — Владимир Николаевич Пономарев
- 1954 год — июнь 1957 года — Георгий Иванович Воробьев
- Июнь 1957 года — октябрь 1961 года — Николай Иванович Смирнов
- Октябрь 1961 года — январь 1963 года — Григорий Иванович Козлов

С января 1963 года по декабрь 1964 года должность была разделена на две:
- Председатель сельского исполнительного комитета областного Совета депутатов трудящихся, им был Василий Григорьевич Соминич
- Председатель промышленного исполнительного комитета областного Совета депутатов трудящихся, им был Борис Александрович Попов

С декабря 1964 года была восстановлена должность председателя областного исполнительного комитета Совета депутатов трудящихся, которую занимал Григорий Иванович Козлов.
В мае 1968 года должность стала называться председатель исполнительного комитета областного Совета депутатов трудящихся — Совета народных депутатов; её занимал Александр Никанорович Шибалов.
В ноябре 1980 года должность стала называться председатель исполнительного комитета областного Совета народных депутатов, её занимали:
- Ноябрь 1980 года- декабрь 1983 года — Ратмир Степанович Бобовиков
- Декабрь 1983 года — 5 августа 1989 года — Николай Иванович Попов
- 5 августа 1989 года — 3 апреля 1990 года — Юрий Федорович Яров

В апреле 1990 года была введена должность председателя областного Совета народных депутатов, её занимал Юрий Федорович Яров (до 1991 года).
20 октября 1991 года была введена должность главы администрации области, её занимал Александр Семёнович Беляков (до 29 сентября 1996 года).

### С 1994 года
Должность губернатора Ленинградской области была введена уставом Ленинградской области в 1994 году. Губернатор избирался населением области на срок 4 года.
Первые выборы губернатора прошли 29 сентября 1996 года, им был избран Вадим Густов. 21 сентября 1998 года он сложил с себя полномочия губернатора в связи с переходом на должность первого заместителя председателя Правительства Российской Федерации. Исполняющим обязанности губернатора области стал Валерий Сердюков.
Вторые выборы губернатора прошли 19 сентября 1999 года, им был избран Валерий Сердюков.
Третьи выборы губернатора прошли 21 сентября 2003 года, вновь был избран Валерий Сердюков.
С 10 января 2006 года законом Ленинградской области от 29 декабря 2005 года № 128-оз были внесены изменения в устав Ленинградской области, изменяющие порядок наделения гражданина полномочиями губернатора области, в соответствии с которыми губернатор назначается на должность Законодательным собранием области по предложению президента Российской Федерации.
21 июня 2007 года Валерий Сердюков поставил перед президентом Российской Федерации вопрос о доверии. 6 июля Владимир Путин внёс его кандидатуру на утверждение в должности губернатора Ленинградской области. 9 июля 2007 года он был утверждён в этой должности депутатами Законодательного собрания области и официально вступил в должность. Срок окончания полномочий — 2012 год]
5 мая 2012 года президент России Дмитрий Медведев внёс на рассмотрение Законодательного собрания Ленинградской области кандидатуру Александра Дрозденко для наделения его полномочиями губернатора Ленинградской области. 12 мая 2012 года Законодательное Собрание Ленинградской области утвердило Дрозденко на посту губернатора Ленинградской области. Вступление в должность состоялось 28 мая 2012 года.